# Эпаналепсис
Эпана́лепсис (от греч. ἐπανάληψις — повторение, возобновление) — стилистическая фигура, разновидность повтора.
Зачастую определяется как повторение слова или группы слов в начале или в конце следующих друг за другом словосочетаний или предложений, либо в конце одного и в начале следующего: «Je l’ai vu, de mes yeux vu, vu comme je vous vois» («Я его видел, видел собственными глазами, видел так, как сейчас вижу вас»). В этой трактовке сближается (или даже отождествляется) с анадиплозисом; близок также понятиям анафоры, эпифоры, редупликации, геминации и т. п..
Спецификой собственно эпаналепсиса, отличающей его от других видов повтора, можно считать повтор слов или части высказывания после иных промежуточных слов. Это может быть усилительное слово или частица: «И я прав, я прав, трижды прав!».
В то же время эпаналепсис может строиться с помощью других фигур речи, например, эпифоры и градации: «Но все-таки то, что рассказывал администратор про него, даже и для Стёпы было чересчур. Да, чересчур. Даже очень чересчур…». (М. Булгаков, «Мастер и Маргарита»).
В тексте эпаналепсис служит для интенсификации признака или свойства, а также для передачи сильного волнения или напряжения. Может также являться средством ритмизации или когезии.